# Токат (вилает)
Токат (на турски: Tokat) е вилает в Северна Турция. Административен център на вилаета е едноименният град Токат.
Вилает Токат е с население от 869 422 жители (оценка от 2006 г.) и обща площ от 9959 кв. км. Разделен е на 12 общини.

## Население
Численост на населението според преброяванията през годините:
| Година | Численост |
| 1990   | 718 738   |
| 2000   | 828 027   |
| 2011   | 592 481   |